# Julien Audy
Pour les articles homonymes, voir Audy.
Pas d'image ? Cliquez ici

a Compétitions nationales et continentales officielles uniquement.

Dernière mise à jour le 7 juin 2022.
Julien Audy, né le 21 novembre 1984 à Tulle (Corrèze), est un joueur français de rugby à XV et à sept qui joue au poste de demi de mêlée.

## Palmarès
- Champion de France de Pro D2 2013
- Équipe de France de rugby à sept (participation aux tournois de Hong-Kong et Singapour en 2006)
- Équipe de France A de rugby à XV (participation à la coupe des nations 2009)